# Горгољоне
Горгољоне (итал. Gorgoglione) је насеље у Италији у округу Матера, региону Базиликата.
Према процени из 2011. у насељу је живело 1033 становника. Насеље се налази на надморској висини од 821 м.

## Становништво
| 1951. | 1961. | 1971. | 1981. | 1991. | 2001. | 2011. |
| ----- | ----- | ----- | ----- | ----- | ----- | ----- |
| 1.880 | 1.857 | 1.702 | 1.456 | 1.395 | 1.179 | 1.053 |